# Consonne emphatique
Une consonne emphatique est un type de consonnes propres aux langues sémitiques, dotées d'une articulation particulière appelée « emphase ». L'emphase peut se manifester par une vélarisation ou par une pharyngalisation, comme en arabe, ou par une glottalisation (réalisant une consonne éjective), comme en amharique. On continue de parler de consonnes emphatiques en hébreu ou en araméen modernes pour des consonnes qui ont eu historiquement ces propriétés, même si l'emphase a maintenant disparu dans la prononciation.
Les consonnes emphatiques ont des propriétés spécifiques :
- Elles influencent le timbre des voyelles environnantes (en arabe notamment, de façon diverse selon les dialectes) ;
- En hébreu et en araméen, elles ne sont pas soumises à la fricatisation qui affecte les consonnes occlusives.

On les transcrit généralement avec un point souscrit sous la consonne emphatisée, par exemple en arabe : 
- ﺪ dal (non emphatique) ;
- ﺾ ḍad (emphatique - ou tafkhim تفخيم).

On trouve des consonnes similaires dans certaines autres langues afro-asiatiques, par exemple en berbère. 